# 마이클 피트
마이클 피트 (Michael Pitt, 1981년 4월 10일 ~ )는 미국의 배우, 모델, 음악가이다. 1997년 드라마 《델러벤투라》로 데뷔했다. 2001년 결성된 록 밴드 파고다에서 보컬과 기타 연주자로 활동하였다. 2007년 영화 《퍼니 게임》(2007)에서 주연을 맡았다. 2010년부터 2011년까지 HBO 드라마 《보드워크 엠파이어》에 출연하였다.

## 출연 작품

### 영화
- 헤드윅 (2001)
- 불리 (2001)
- 머더 바이 넘버 (2002)
- 몽상가들 (2003)
- 라스트 데이즈 (2005)
- 실크 (2007)
- 퍼니 게임 (2007)
- 아이 오리진스 (2014)
- 공각기동대: 고스트 인 더 쉘 (2017)
- 라스트 데이스 오브 아메리칸 크라임 (2020) - 케빈 캐시 역
- 탈피 (2023) - 일라이 필립스 역

### 텔레비전
- 델러벤투라 (1997, Dellaventura)
- 로앤오더: 범죄 전담반 (1998)
- 도슨의 청춘일기 (1999-2000)
- 로앤오더: 성범죄 전담반 (2002)
- 보드워크 엠파이어 (2010-11)
- 한니발 (2014)